# NGC 216
NGC 216 este o galaxie lenticulară situată în constelația Balena. A fost descoperită în 9 decembrie 1784 de către William Herschel. De asemenea, a fost observată încă o dată în 16 septembrie 1830 de către John Herschel.